# غونسالو سيلفا
غونسالو سيلفا هو لاعب كرة قدم برتغالي في مركز الدفاع، ولد في 4 يونيو 1991 في باريرو في البرتغال. شارك مع منتخب البرتغال تحت 21 سنة لكرة القدم. أما مع النوادي، فقد لعب مع أتليتيكو كلوب دي برتغال ونادي بيلينينسش.

## وصلات خارجية
- غونسالو سيلفا على موقع قاعدة بيانات كرة القدم.إي يو (الإنجليزية)
- غونسالو سيلفا على موقع Soccerway.com (الإنجليزية)
- غونسالو سيلفا على موقع AS.com (الإسبانية)